# Kostel svatého Linharta (Lidéřovice)
Římskokatolický kostel svatého Linharta v Lidéřovicích je dvoulodní stavbou stojící na místním hřbitově. Kostel byl postaven počátkem 14. století. Původně byl zasvěcen sv. Jiří, upraven byl pozdně goticky v 80. a 90. letech 15. století, do podoby dvojlodí opatřeného kamennou kruchtou, v presbytáři bylo zbudováno kamenné sanktuárium a v jižní stěně kostelní lodi proražen vstup (později zazděný a dnes patrný jen zvenčí). Na zdivu užšího trojboce zakončeného presbytáře se dodnes zachovalo dřevěné patro, které mělo původně obranný význam (podsebití). V jihovýchodní části ohradní zdi hřbitova je částečně zachovaný karner (kaple s kostnicí).
Přebudování kostela podnítil Václav z Maříže. Od roku 1452 byl po jedenáct let správcem telčského panství, pak přešel na panství v Českém Rudolci. Protože za jeho působeni v Telči byl vystavěn tamní dvoulodní kostel sv. Jakuba, můžeme předpokládat, že on s sebou na nové panství přivedl kameníky z telčské huti a zadal jim práci na místních kostelích. V té době byl do podoby dvojlodí přestavěn kostel sv. Jana Křtitele v Českém Rudolci a po jeho vzoru i kostel v Lidéřovicích. O něco mladší jsou další dva dvojlodní kostely v blízkém okolí: nad Slavonicemi kostel Božího Těla a kostel sv. Petra a Pavla v Cizkrajově. Někdy po roce 1465 bylo změněno zasvěceni lidéřovického kostela a jako patron kostela a obce začal být ctěn sv. Linhart, světec hojně oblíbený v Rakousku a zejména v Bavorsku. Zdejší pozdně gotický, a po něm i následný barokní hlavní oltář, byly opatřeny dvojími vyobrazeními - jak sv. Linharta, tak i sv. Jiří. Tedy i úcta k původnímu patronu tu zůstávala živou. Věž kostela byla původně završena dřevěným zvonovým patrem. Během historie byla věž několikrát poškozena a v průběhu posledních desetiletí 20. století se vzhled její střechy několikrát změnil.
V první půli 20. století sem kněz dojížděl z Lipolce. Po 2. světové bylo německé obyvatelstvo i s posledním německým farářem Müllerem odsunuto. Nyní je farnost svěřena do péče karmelitánů z kláštera v Kostelním Vydři. Vnitřní vybavení kostela je vyklizeno, cenné sochy jsou zapůjčeny státní galerii. Střecha věže kostela byla zrekonstruována v roce 2003. Bohoslužby jsou tu jen zřídka.

## Program záchrany architektonického dědictví
V rámci Programu záchrany architektonického dědictví bylo v letech 1995-2014 na opravu památky čerpáno 4 612 000 Kč.
| rok    | 1997 | 1998 | 2001 | 2002 | 2003 | 2004 | 2006 | 2007 | 2008 | 2009 |
| ------ | ---- | ---- | ---- | ---- | ---- | ---- | ---- | ---- | ---- | ---- |
| částka | 500  | 500  | 300  | 400  | 300  | 450  | 595  | 487  | 510  | 570  |